# Daisuke Saito (football, 1980)
Daisuke Saito (斉藤 大介, Saito Daisuke) est un footballeur japonais né le 29 août 1980 à Takatsuki. Il évolue au poste de milieu de terrain.

## Biographie
Daisuke Saito commence sa carrière professionnelle au Kyoto Sanga. 
En 2008, il rejoint le club du Vegalta Sendai. Puis en 2011, il s'engage en faveur du Tokushima Vortis.

## Palmarès
- Vainqueur de la Coupe du Japon en 2002 avec le Kyoto Sanga
- Champion de J-League 2 en 2005 avec le Kyoto Sanga
- Champion de J-League 2 en 2009 avec le Vegalta Sendai